# Viṣṇuismo gauḍīya

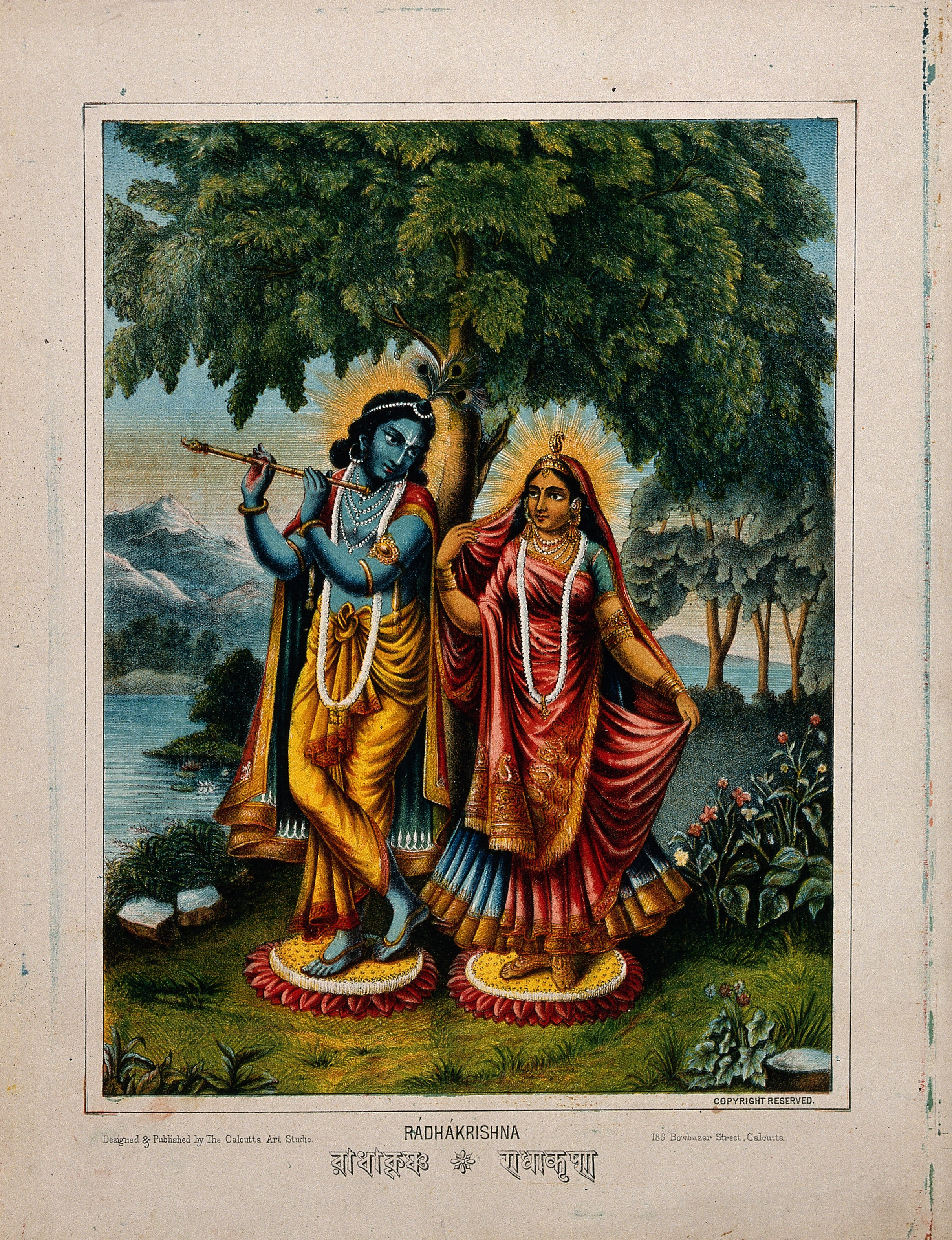
La divina coppia Kṛṣṇa e Rādhā, in una stampa moderna.

Il tilaka dei gauḍīya-vaiṣṇava.

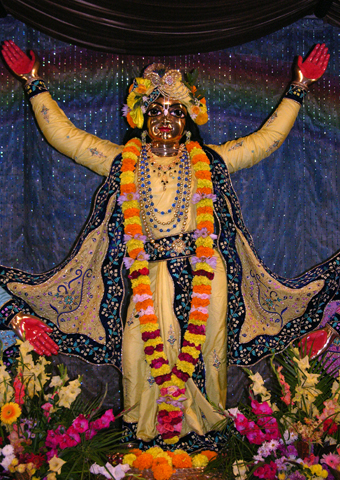
Immagine devozionale di Caitanya, conosciuto anche come "Gaurāṅga" (sanscrito; lett. "dalle membra bianche" o "dorate"), qui inteso come manifestazione plenaria, della divina coppia Rādhā-Kṛṣṇa, ovvero come lavatāra di Kṛṣṇa nell'era del kaliyuga.

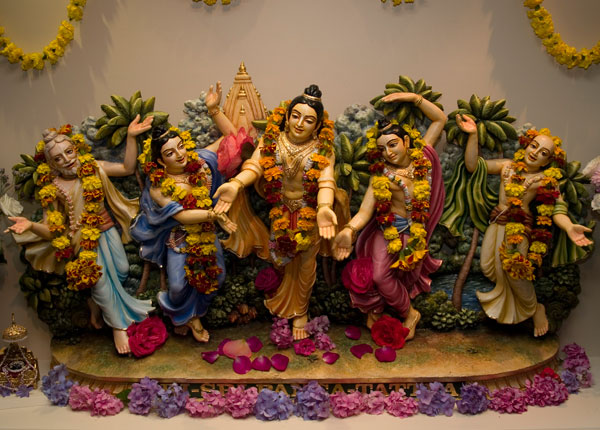
Altare moderno viṣṇuita del Pañca-tattva. Da sinistra verso destra: Advaita-ācārya, Nityānanda, Caitanya, Gadādhara-paṇḍita, Śrīvāsa.

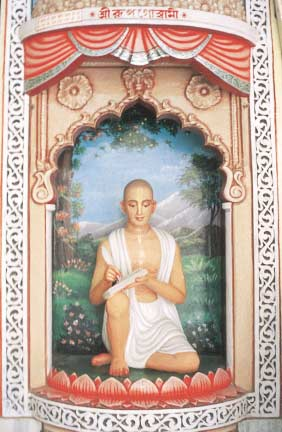
Un'immagine devozionale moderna del mistico e teologo gauḍīya, Rūpa Gosvāmī (1489-1564)

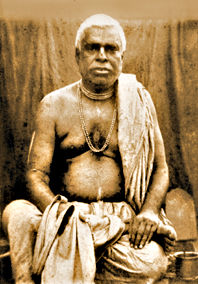
Il riformatore gauḍīya del XIX secolo, Kedarnath Datta, meglio conosciuto con il nome religioso di Bhaktivinoda Ṭhākura (1838-1914). Il sacchetto di tela che tiene con la mano destra contiene il japamālā, il rosario composto di 108 grani in legno della tulasī (pianta sacra a Kṛṣṇa) necessario per la recitazione del nāmasmaraṇa

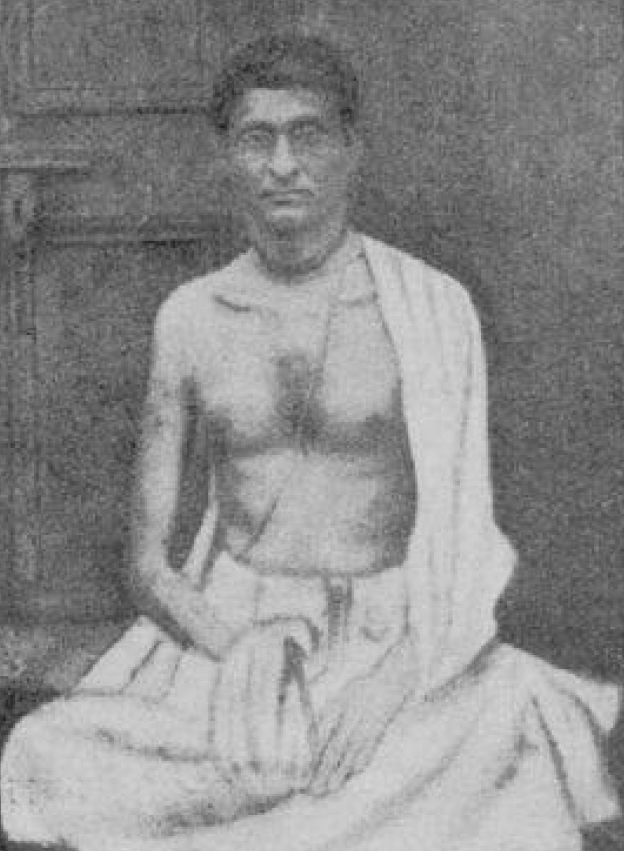
Bimalā Prasād Datta, meglio conosciuto con il nome religioso di Bhaktisiddhānta Sarasvatī (1874-1937), figlio di Bhaktivinoda Ṭhākura e fondatore, nel 1920, del Gauḍīya Maṭha. Foto del 1901-1910.

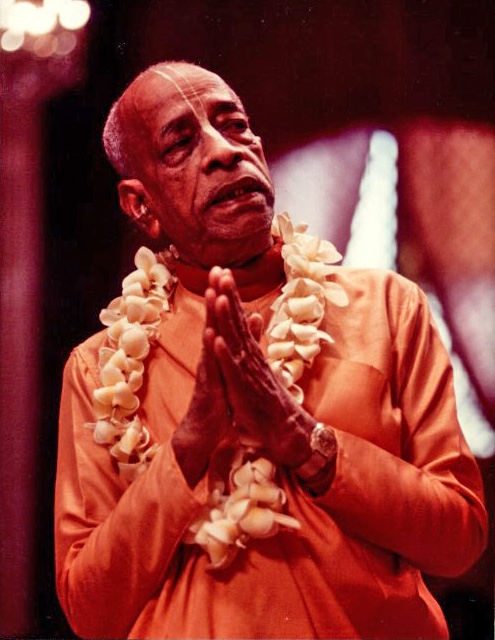
Un'immagine degli anni '70 di Abhaya-Caraṇāravinda meglio conosciuto con il nome religioso di Bhaktivedānta Svāmī Prabhupāda (1896-1977). Discepolo di Bhaktisiddhānta Sarasvatī (1874-1937), il figlio del riformatore gauḍīya Bhaktivinoda Ṭhākura (1838-1914), e a sua volta fondatore nel 1920 del Gauḍīya Maṭha, Bhaktivedānta Svāmī Prabhupāda diffonderà, a partire dagli anni '60, in Occidente il viṣṇuismo gauḍīya fondando a sua volta l'ISKCON.

Con il termine Viṣṇuismo gauḍīya si indica, negli studi indologici, quella particolare forma di viṣṇuismo/kṛṣṇaismo che ha nel mistico bengalese Caitanya (1486-1533), appellato come Mahāprabhu ("Grande maestro") dai suoi seguaci (i gauḍīya-vaiṣṇava), il suo fondatore. 

## Storia
Il termine indica quindi il Gauḍīyā-sampradāya, detto anche Caitanya-sampradāya o  Śrī Viśva-Vaiṣṇava-Rāja Sabhā o ancora  Brahmā-Madhva-Gauḍīya-Vaiṣṇava-sampradāya, ovvero quella scuola teologica e corrente religiosa vedāntica fondata da Caitanya sulle dottrine dell'acintya-bhedābheda.
Il termine sanscrito gauḍīya (devanāgarī: गौडीया) proviene dal termine sanscrito gauḍa (गौड) il quale indica sia le genti abitanti la regione del Bengala che la regione stessa, là dove abbondano le coltivazioni di gauḍa, un tipo di canna da zucchero. 
La predicazione di Caitanya, e dei suo quattro compagni, Advaita-ācārya (1434–1559), Nityānanda, Gadādhara-paṇḍita e Śrīvāsa, tutti costituenti il culto del Pañca-tattva, ha tuttavia interessato, oltre la regione del Bengala, anche l'Oṛiśā e l'area di Vṛndāvana. 
Questo movimento religioso viṣṇuita è stato guidato, nella generazione successiva a questi cinque mistici, da Jāhnavā Devī, la giovane seconda moglie di Nityānanda, e dai suoi collaboratori Śrīnivāsa, Narottama e Śyāmānanda.
Un ruolo particolare, questo nell'ambito teologico-devozionale, è da ascrivere a quelli che sono passati alla storia religiosa di questa scuola come i "sei Gosvāmin": Rūpa Gosvāmī (1493-1564), Sanātana Gosvāmī (1488–1558), Raghunātha Bhaṭṭa Gosvāmī (1505-1579), Jīva Gosvāmī (1511—1596), Gopāla Bhaṭṭa Gosvāmī (1503-1578), Raghunātha Dāsa Gosvāmī (1495—1571), autori di importanti trattati e inni religiosi, nonché diffusori delle dottrine gauḍīya nell'area del Vṛndāvana.
Nel XVIII secolo si osserva uno spostamento dell'asse regionale di questa scuola dal Bengala al Rajasthan, dove i re Kacchwaha ne acquisiranno il ruolo di difensori e patroni.
Nel XIX secolo si avvia, con il kāyastha Kedarnath Datta, meglio conosciuto con il nome religioso di Bhaktivinoda Ṭhākura (1838-1914), una profonda riorganizzazione di questa corrente religiosa che condurrà, con il figlio di questi, Bimalā Prasād Datta, meglio conosciuto con il nome religioso di Bhaktisiddhānta Sarasvatī (1874-1937), alla fondazione, nel 1920, del Gauḍīya Maṭha, origine delle scuole contemporanee tra le quali spicca, per la sua celebrità, l'ISKCON,  fondata da Bhakti Vedānta Svāmī Prabhupāda  (1896-1977), il discepolo di Bhaktisiddhānta Sarasvatī divenuto saṃnyāsa nel 1959, che emigrò in qualità di missionario gauḍīya negli Stati Uniti nel 1965.

## Dottrine e pratiche cultuali
La prima particolarità di questa corrente viṣṇuita è quella di considerare Kṛṣṇa, Dio, la Persona suprema, il Bhagavat e non come una manifestazione o un avatāra per quanto completo(pūrṇāvatāra)  di Visnù. Di converso in questo ambito Visnù è interpretato come una manifestazione di Kṛṣṇa.
Lo stesso fondatore di questa corrente viṣṇuita, il mistico bengalese Caitanya, è qui visto come manifestazione plenaria dello stesso Kṛṣṇa unitamente all'eterna paredra del dio, Rādhā. Caitanya è infatti appellato anche come "Gaurāṅga" (sanscrito; lett. "dalle membra bianche" o "dorate") in quanto conserva nel suo essere la manifestazione unita della coppia divina Rādhā-Kṛṣṇa.
Un'ulteriore particolarità dei gauḍīya-vaiṣṇava è la focalizzazione della devozione per Dio, sulla qualità dei suoi attributi di "dolcezza" (mādhurya), piuttosto che sulla sua "potenza", "signoria" o "opulenza" le quali, da sole, non offrono sufficienti ragioni per amarlo ed essergli devoti.
Per questi devoti viṣṇuiti sono quindi le emozioni relative al rasa (san. s.m. "amore", "piacere", "diletto") che occorre 
coltivare e manifestare nei confronti di Dio, Kṛṣṇa, nella coppia eterna di Rādhā-Kṛṣṇa e quindi in Caitanya e nel relativo Pañca-tattva (questo celebrato nel Caitanya-caritāmṛta, opera di Kṛṣṇadās Kavirāja, circa 1615), tutte manifestazioni del Bhagavat.
Tale amore "vero", "spirituale", è reso dal termine sanscrito prema ed emula lo stesso amore che le gopī conservano per Kṛṣṇa, e tale sentimento non va inteso come "amore carnale", "desiderio carnale", indicato con il termine sanscrito kāma, il quale mira a un soddisfacimento egoico, poiché, a differenza del primo, questo conduce a una condizione miserevole.
La pratica cultuale e quotidiana per realizzare questa devozione, intima e passionale corrisponde alla recitazione quotidiana dei "santi nomi" di Dio (nāmasmaraṇa), al loro canto devozionale e danzato pubblico (nāmasaṃkīrtana), ai canti degli inni dei mistici della scuola (questi per lo più in lingua bengali), alla visualizzazione devozionale, passionale e meditativa delle forme divine (rāgānuga-bhakti). 
Da tener presente che se l'insegnamento di Kṛṣṇa ad Arjuna nella Bhagavadgītā consiste nel sollecitare l'uomo ad essergli devoto e compagno, quindi ad imitarlo, qui tale insegnamento si allarga a un contesto di diverse relazioni con Dio che includono anche nel considerarlo un proprio figlio e quindi donare a lui quello che si dona a un figlio a cui si è particolarmente attaccati. Ma la relazione considerata più alta è quella condivisa tra le gopī, le mandriane innamorate di Dio, Kṛṣṇa.  Nelle teologie viṣṇuite le gopī rappresentano le anime individuali desiderose di riunirsi con la divinità e quindi corrispondere alla loro natura autentica. Il rapporto tra Kṛṣṇa e le  gopī intende quindi essere la metafora della relazione tra ciò che è divino e ciò che è umano. E l'amore spirituale, e adultero, delle gopī, e tra queste segnatamente di Rādhā, verso Dio, viene reso come la metafora dell'amore più elevato, perché solo l'amore tra gli amanti che nulla si devono l'un l'altro, a differenza di quello coniugale mediato per mezzo di un accordo, è inteso come il più puro.
Inoltre gli amanti, a differenza dei coniugati, sperimentano lo struggimento per la separatezza (viraha, s.m. sanscrito) e maggiore è il viraha, maggiore sara quindi il prema per Dio. E la gopī già sposata (paroḍhā) ha molto di più da perdere di una gopī nubile (kanyakā), quindi il suo prema è certamente più intenso.
Se Kṛṣṇa in questo contesto è considerato come Dio, la Persona suprema, il Bhagavat, Rādhā è qui considerata la sua hlādinī śakti ovvero la sua "potenza di beatitudine", di "piacere", di "gioia". Rādhā non è quindi diversa da Kṛṣṇa se non per il fatto che rappresenta la sua "potenza" quando egli è il "potente". E il mistico Caitanya diviene, sempre in questo contesto, l'avatāra di Kṛṣṇa nell'era del kaliyuga, incarnando egli stesso anche la "potenza" di Dio ovvero Rādhā. Allo stesso modo i suoi eterni compagni, i componenti del Pañca-tattva, rappresentano vari attributi e manifestazioni della divinità.
Anche sul piano umano, ognuno di noi contiene la coppia Rādhā-Kṛṣṇa nel suo mondo spirituale, con una maggiore presenza dell'aspetto di Kṛṣṇa per gli uomini, di Rādhā nelle donne: l'obiettivo mistico e ultimo è il loro incontro interiore, la sperimentazione della doppia e completa gioia spirituale. 
Tra il XVII e il XVIII secolo sembra che questo approccio erotico-mistico abbia condotto anche a delle  pratiche sessuali ritualizzate.
A fronte di questa deviazione dai principi religiosi intervenne, nel XIX secolo, la riforma di Bhaktivinoda Ṭhākura (1838-1914), tesa a riorganizzare, nell'ortodossia, dottrine, pratiche religiose e culti.

## La teologia deigauḍīya
Dio, la Persona suprema, il Bhagavān, è Kṛṣṇa/Viṣṇu, anche indicato come Nārāyaṇa per la sua primigenia signoria. In quanto Hari è il Tutto (aṃśa) e contempla in sé i sei attributi divini (ṣaḍguṇas): aiśvarya ("maestà"), vīrya ("potenza"), yaśas ("gloria"), śrī ("splendore"), vairāgya ("distacco"), jñāna ("conoscenza").
Egli è un puro Essere (śuddhasattva) ed è inconcepibile (acintya). Dispone degli attributi di sat (essere), cit (coscienza) e ānanda (beatitudine). È nirguṇa in quanto non condizionato dai guṇa, ma al contempo è anche saguṇa in quanto è onnipotente, onnisciente, onnipervadente, queste due qualità sono tra loro collegate per mezzo della sua svarūpasambandha (lett. caratteristica propria, svarūpa, di collegarsi, sambandha). 
Fondamento del mondo e di tutte le cose è Dio: egli ne è la causa materiale (la "materia" è l'energia inferiore di Dio, aparāśakti o avidyāśakti, di per sé non modificabile, nimitta) nonché la causa efficiente (la "genesi" dell'universo avviene per mezzo dell'energia superiore di Dio, parāśakti).
Da questo, procede lo schema triplice delle "energie divine" (śakti) che sono la svarūpabhūtā (natura propria) di Dio: 
- l'energia "interna" (antaraṅgaśakti) che comprende i tre aspetti propri del Bhagavān: la sua eternità (sat) che si manifesta per mezzo della  sandhinīśakti, la sua onniscienza (cit), che si manifesta per mezzo della saṃvitśakti, e, infine, la sua beatitudine (ananda) che si manifesta per mezzo della hladinīśakti;
- l'energia  "esterna" (bahiraṅgaśakti o māyāśakti) che corrisponde al mondo fenomenico della materia, il saṃsāra, luogo di sofferenze per gli esseri viventi, gli jīva, qui incatenati, ma anche luogo per gli stessi di sperimentare l'alienazione e quindi il sentimento di separazione (viraha) da Dio, dalla sua antaraṅgaśakti, unico luogo per loro di autenticità;
- l'energia marginale (tatasthāśakti), sono gli esseri viventi, gli jīva, che pur partecipando della natura divina, sono da Dio differenti; essi possono partecipare dell'"energia interna" o di quella "esterna", vivendo alternativamente l'autenticità o l'alienazione dalla propria natura; il jīva caduto nel mondo di māyā, quindi preda della māyāśakti, può recuperare il suo luogo di origine divino solo per tramite della grazia divina (kṛpā, anugraha) mediata per mezzo della pratica della bhakti, questa sotto l'insegnamento di un guru che ha ricevuto tali insegnamenti per mezzo della loro trasmissione autentica (paramparā) che risale direttamente alle manifestazioni di Dio.

La potenze di Dio, cit, māyā e jīva, gli consegnano l'intelligenza/potere/coscienza (cit), la possibilità di generare/creare/emanare (māyā), i principi coscienti individuali (jīva). Da tener presente che in questo contesto il mondo materiale è "reale" e non "illusorio", come invece è per lo advaitavedānta, il potere di māyā consiste quindi solo nell'allontanare i principi coscienti individuali (jīva) dalla loro natura autentica che è per l'appunto Dio. 
La più elevata manifestazione del "potere" di Dio (cit) è la "gioia" (hlādinī) che viene ad essere nella forma di Rādhā, la paredra eterna di Dio, Kṛṣṇa.
Caitanya è qui la manifestazione di Kṛṣṇa nel kaliyuga, affinché si continui quella kṛṣṇalīlā (le attività amorose e giocose di Kṛṣṇa a Vṛndāvana) propria della sua manifestazione al termine dello dvāparayuga, ma Caitanya è anche manifestazione di Rādhā questo affinché Kṛṣṇa stesso possa sperimentare l'attrazione della divina consorte per lui.
Riassumendo, Dio è uno, il suo nome, ovvero la sua manifestazione autentica, è il Kṛṣṇa che si presenta ad Arjuna nella Bhagavadgītā. Dio è puro essere e potenza ma anche grazia, per questo egli emana da sé dei principi individuali viventi, gli jīva,  che partecipano di lui, pur essendo distinti da lui, ma che con lui vivono nella dimensione trascendente e spirituale di beatitudine detta Goloka, dove egli danza gioiosamente con Rādhā e le altre gopī, queste ultime altro non sono che quelle manifestazioni individuali divine. Quando gli jīva decidono, indipendentemente, di sperimentare quella dimensione esterna di Dio, ovvero l'universo della materia, cadono nel saṃsāra, nella sofferenza, nell'esistenza di nascita-morte, sperimentando la struggente separazione da Dio, quindi dalla loro stessa natura, questo finché per mezzo delle pratiche religiose non si ricongiungono con lui. 
La manifestazione dell'universo materiale, dell'energia "esterna" di Dio, è ciclica, nel periodo oscuro detto del kaliyuga, che si è avviato con la morte terrena di Kṛṣṇa, ovvero dal nostro 3103/3102 a.C., le pratiche religiose necessarie per tornare nella dimensione trascendente di Goloka, consistono principalmente nel  saṃkīrtana insegnato e diffuso da quell'avatāra di Kṛṣṇa manifestatosi proprio in questa era di tenebre, che è per l'appunto Caitanya.

## La letteratura religiosa

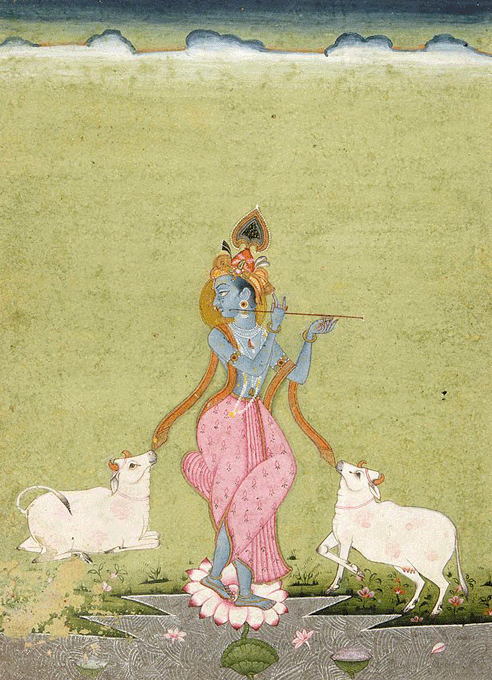

smerāṁ bhaṅgī-traya-paricitāṁ sāci-vistīrṇa-dṛṣṭiṁ

vaṁśī-nyastādhara-kiśalayām ujjvalāṁ candrakeṇa 

govindākhyāṁ hari-tanum itaḥ keśi-tīrthopakaṇṭhe

mā prekṣiṣṭhās tava yadi sakhe bandhu-sange’sti raṅgaḥ»
(Rūpa Gosvāmī, Bhaktirasāmṛtasindhu, I, 2, 239)
Risultando una corrente di derivazione vedāntica, il viṣṇuismo gauḍīya offre assoluta autorità alla letteratura vedica, sia nel suo aspetto Śruti che di Smṛti, riletta alla luce delle proprie teologie. Così, nell'ambito delle Upaniṣad, particolare attenzione è rivolta alla teistica Īṣa Upaniṣad. Altrettanta attenzione è rivolta alla Bhagavadgītā, quella parte del Mahābhārata dove Kṛṣṇa si rivela come Dio, la Persona suprema, il Bhagavat.
Tra i Purāṇa assoluta preminenza viene data al Bhāgavata Purāṇa, testo di primaria importanza per questa corrente religiosa dove rappresenta la chiave di lettura del Brahmasūtra, questo il testo fondante dell'intero Vedānta.
Gli inni religiosi di poeti e mistici quali Jayadeva, Caṇḍīdās e Vidyāpati sono particolarmente considerati.
Venendo alla letteratura agiografica e teologica su Caitanya vi sono il Caitanya-bhāgavata di Vṛndāvanadāsa (circa 1545; in origine in lingua bengalī) e, soprattutto, il Caitanya Caritāmṛta di Kṛṣṇadās Kavirāja (circa 1615; in origine in lingua bengalī) al cui interno, nel 20º capitolo, ai versi 12, 16, 21, 29, 32, 36, 39 e 47, è raccolto lo Śikṣāṣṭakam, l'unica opera di Caitanya giunta a noi.
Tutti questi testi vengono letti alla luce di molteplici commentari teologici tra cui ricordiamo il Bhaktirasāmṛtasindhu di Rūpa Gosvāmī (1489-1564), che ne rappresenta la vetta con la sua mappatura degli stati estatici di prema, di bhaktirasa, nei confronti di Dio, Kṛṣṇa. A questo testo fondamentale va aggiunto il Bhāgavatsandarbha di Jīva Gosvāmī (1511—1596)